# 岡田更生館事件
岡田更生館事件（おかだこうせいかんじけん）とは、岡山県吉備郡岡田村（現：倉敷市真備町岡田）に1946年（昭和21年）12月から1950年（昭和25年）まで存在した浮浪者収容施設・県立岡田更生館で起きた組織的な監禁、暴行傷害、殺人事件である。
外部からは「模範施設」と評価されて施設の内情が閉ざされていたことから、犠牲者は開設から2年余りで76名にものぼった。
この実情は、1949年（昭和24年）2月に施設収容者の一人が脱走して毎日新聞大阪本社にリークしたことを契機に、同社社会部の記者であった大森実と小西健吉が潜入取材した結果、社会的に知られることとなった。その後、本件は国会でも取り上げられて、太平洋戦争後の混乱期における弱者支援制度の構造的な問題が指摘された。事件発覚から1年後には館長や県職員らに判決が下っているものの、罪状は業務上横領ないし私文書偽造であり、殺人・暴行は含まれていない。

## 事件の背景

### 太平洋戦争後の社会事情
太平洋戦争が終わると、敗戦国の日本では家や家族、職を失った者や、外地からの引揚者および復員兵などが浮浪者として全国の路上にあふれた。岡山県でも、1946年9月時点で岡山市中心部で老若男女500人以上、県全体では未成年の浮浪者だけでも約2,000人を数えた。
その中には犯罪に手を染める者もいて、住人が被害に遭うなど治安の悪化が懸念された。フラナガン神父の勧告により、GHQの軍政部はそうした問題を一掃するよう命令を出し、彼らを救済するため強制的に収容する施設が全国に62ヶ所設けられた。
岡田更生館は岡山県で最も規模が大きく、ピーク時500人超の収容者がいた。ほとんどは成人男子だったが、中には子供や乳幼児、女性の収容者もいた。児童67人は翌年4月、岡山市平井の岡山保護児童収容所（少年の丘）に移された。

### 事件発覚前の外部評価

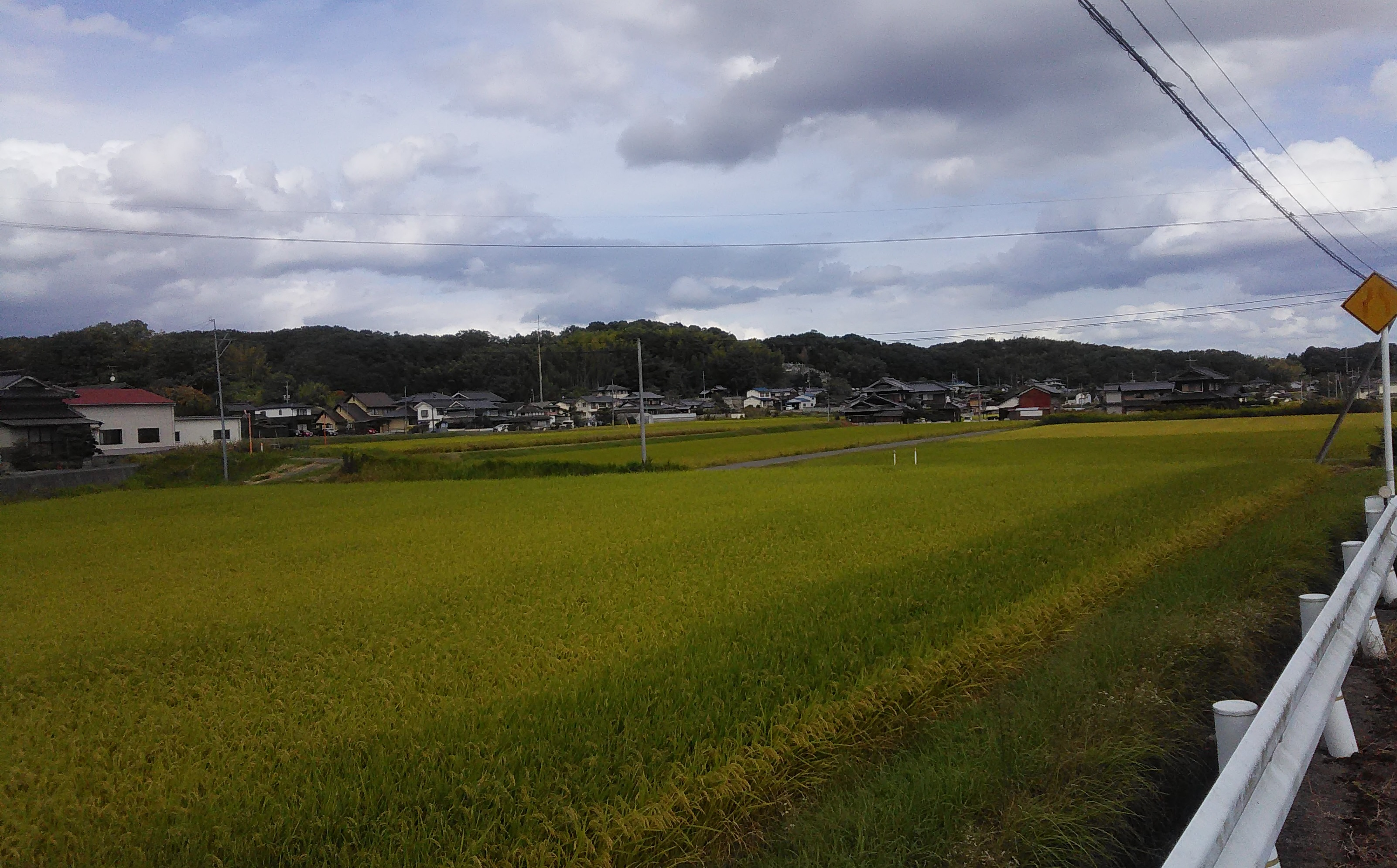
大池北畔より望む岡田地区（2019年10月6日撮影）

周辺はのどかな田園地帯であり、山裾にあった健民修練所を転用した施設は周囲を長い白壁の塀に囲まれていた。代官屋敷を思わせる立派な門構え、その前の小川には橋が架かり、近くの民家には後にミステリー小説で名を馳せる作家の横溝正史が家族と共に疎開していた。外部から見た施設は、長い白壁の塀に囲まれた美しく大きな建物に見えたとの証言もある。
開設の翌年には収容者から成る"更生演芸団"が、共同募金運動に参加して県内巡業を行った。時折入る警察等の行政の視察でも全く問題は認められなかったが、一度、逃走した収容者が九州の大牟田の警察に訴え出た事があった。福岡県警からの依頼で岡山県警が調査したが、収容者が訴えたような事実はないと結論付けられていた。

## 施設の実態
1949年5月10日に開催された参議院厚生委員会の審議では、事態発覚後に岡田更生館を視察した参議院議員・姫井伊介が以下の問題を指摘している。
1. 収容能力を超えた過密収容。事件発生当時の収容者数は275名（内訳:男226名、女49名）。畳一畳当たり1.3名。
2. 給食事情が良くない。事務費不足のため保護費の一部を事務費に流用したために給食費用が不足。
3. 衛生状態が良くない。寝具の不足、入浴回数が非常に僅少、診療が不十分、清掃が不徹底、皮膚病や性病・結核患者が非常に多い。
4. 部長、班長制度を設けたためにボス的関係が生じた。
5. 監禁的処遇の下に虐待的行為さえ行われたこと。当時逃亡者は毎月平均5人強、毎亡者（原文ママ）が毎月4人弱。
6. 収容者の素質にもよるが、管理指導者側にも難点があった。
7. 場所が奧地過ぎるから授産上にも、就労上にも不利である。
8. 敷地が狭く、相当の農耕地がないから勤労作業上にも、食糧補足上にも便宜がない。
9. 地勢的還境がよくない。保健上、教化上、慰楽上適当でない。
10. 建物、設備、共に不十分である。

後日調査によると、収容者の保護費として県から給付される公金のうち90万円を名木田安男館長が横領した結果、元から不足していた給食費がさらに減っていたことが判明している。中には、施設では食事も十分に提供されるほか、縄やむしろ作りで日給300円程度の仕事も得られるとの入所前説明を受けた収容者もいた。こうした施設職員の中には、県主事の肩書の名刺を渡しながら入所勧誘する者もあったという。
こうして増えていく収容者たちは過密な部屋にあてがわれ、約半数が結核に、そしてほぼ全員が重度の疥癬に罹患していた。医務室には、医師を自称する老女が1名いるのみであり、収容者の体にできた疥癬の傷口に塩を塗布するだけの対応であったという。栄養失調などを理由に免疫力が極端に低下した収容者の中には、その掻き傷が元で死に至る者もいた。
指導員に見込まれた者のみが"優等生"として第三作業場に昇格できる仕組みとなっており、更生館は外部から視察が来ると、この特別室とも言える第三作業場のみに案内していた。第三作業場はバラックの2階建ての縄ムシロ倉庫で、その2階部分が居住スペースだった。一方第一、第二作業場は土蔵造りの建物であった。1949年2月時点で、作業場の収容人員は約40名、6畳の畳敷きの日本間が2つあった。また、第一作業場には200人ほどの収容者が横たわっていた。
指導員と言われる部長級30名の監視の目は厳しく、収容者はトイレに行くにも事前に断りを入れなければ怒鳴られた。収容者に提供された食事内容の一例を挙げると、悪臭を放つ泥のような雑炊で、溶けかけた米粒が7、8粒と大根の切れ端が1つ入っているだけであった。一方、指導員らは、収容された浮浪者のうち名木田安男館長の眼鏡にかなった者たちで、食事も十分に与えられる格差が存在していた。
こうした状況から逃れようとする収容者もいたことから、脱走防止を目的として裸で就寝するよう命じられた。与えられた寝具も麻袋（通称: ドンゴロス）が1枚のみであった。実際に脱走を試みても、職員に捕らえられると見せしめとして暴行が加えられた。例えばバットで殴り殺される者、肋骨を折られて死亡した者が出るほどの、私刑が行われていた。こうした暴行は時として深夜までおよんだと言われている。一命を取り留めた者もいたが、以降は脱走を諦めて服従した。
死者はその遺体が戸板に載せられ、夜明け前に薪と共に運び出され、裏山で焼かれた。後に、施設で死亡しても骨箱に納められることもなく、焼却炉の広場にそのまま遺骨を埋められた犠牲者が大勢いたことも判明した。本来医師が書くべき死亡届も、医師を自称する老女が書いていた。
入所者は手紙を書けたが、全て検閲されていた。

## 事件発覚の経緯
このような実態は、入所者の一人が脱走に成功して毎日新聞大阪本社にリークしたことをきっかけに、1949年2月以降、徐々に明らかになった。この事件を担当した毎日新聞記者の大森実と小西健吉は、実態を把握すべく浮浪者に扮して岡田更生館に潜入取材することとなった。

### 事前調査
リークした元入所者は、放浪詩人・北川冬一郎と名乗る男である。北川の証言によると、入所直後には頭を丸坊主にされ、仕事もなく、土蔵のような作業場の2階に入れられたという。そして脱走するまでの1か月の間で、少なくとも50人から60人は死んでいったとも供述している。北川は入所から1か月後の1949年2月中旬に脱走を試みて成功した。北川は施設と地元警察が結託していると疑っていたため、岡山の警察署ではなく毎日新聞大阪本社に向かい、施設の内情を宿直の記者に語った。

事件当時、村役場があった真備岡田地区公園（2019年10月6日撮影）

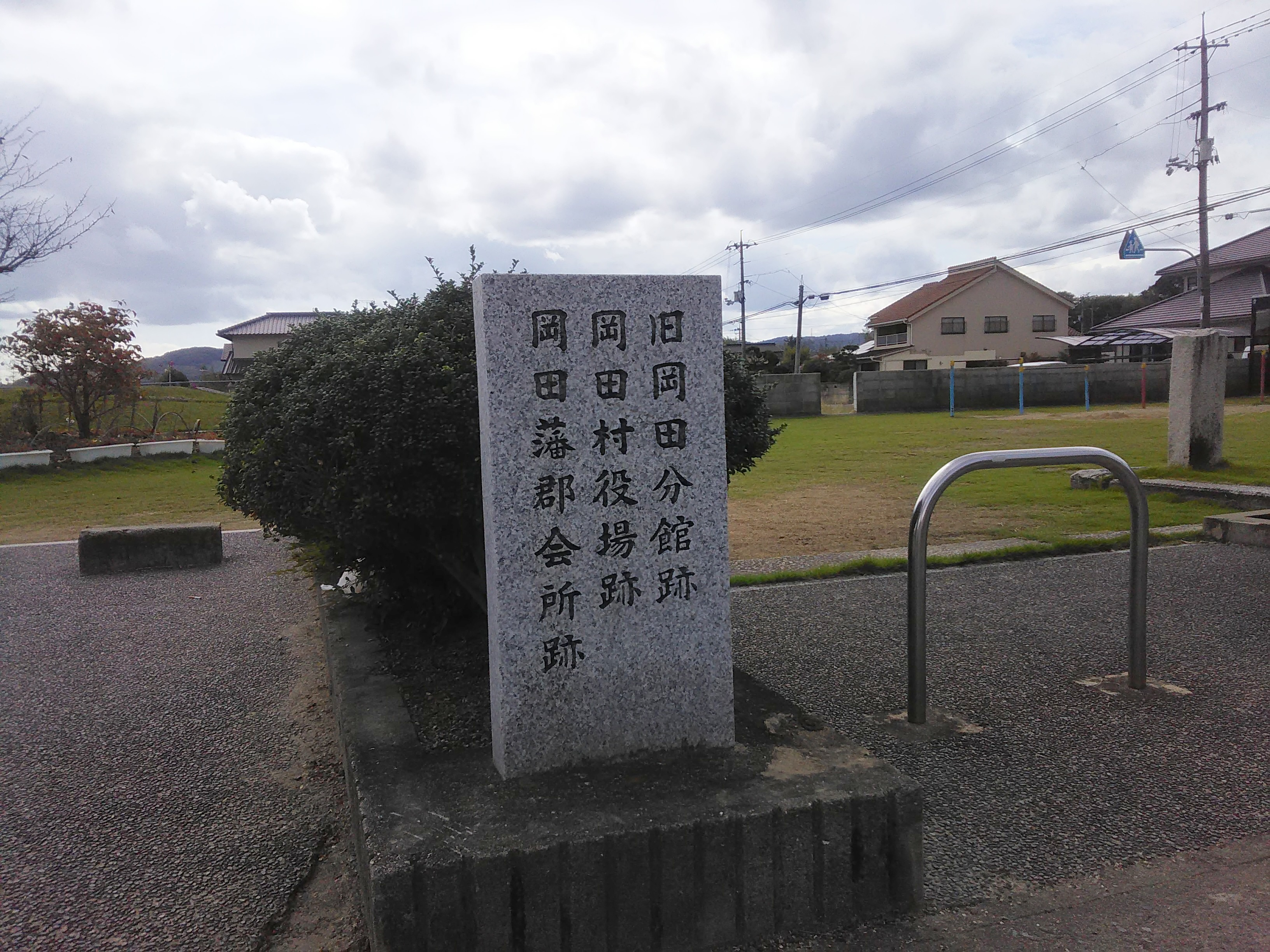
村役場跡である事を示す石碑（2019年10月6日撮影）

この証言を毎日新聞の宿直記者がメモに書き起こし、これを基に毎日新聞社会部副部長の山本礼は、当時27歳だった記者の大森実とベテランのカメラマン・向井健治を岡山の現地に派遣し取材を行うことにした。この時点で大森は、放浪詩人の北川が小説のように創作した話ではないかと疑念を抱いていたと証言している。
実際に岡山県庁で取材を行っても、岡田更生館が模範施設であると高く評価する声しか集まらず、中には模範施設として報じた新聞の切り抜きをわざわざ取り出して見せてくれる県主事もいたほどであった。しかしながら大森らは、福岡県大牟田署が過去に行った調査を報じた3行ばかりの新聞記事を目にしていた。また、復員兵に扮した向井はレインコートに小型のカメラや望遠レンズを隠し、夜間に屋外から撮影を行った。そこには、痩せて肋骨の輪郭が見えるほどの収容者が全裸で写っていた。本格調査のため、大森の要請により現場取材のメンバーに加わった毎日新聞の記者・小西健吉は、岡田村の千光寺を探訪し、数十個の無縁仏の骨箱を発見している。しかし、村役場に提出された死亡届は骨箱の数の何十分の一であり、実態と書面が乖離していた。
危険が高すぎるとして大阪本社の反対に遭いながらも、このような事前調査を経て大森と小西は潜入取材による実情把握に踏み切ることとなった。2名が潜入取材後に無事脱出できるよう、岡山地検の川又検事正、および倉敷署署長の吉井から協力を仰ぐ準備を整えてのことである。当初は川又検事正も岡田更生館が模範施設だと認識していたが、向井が撮影した証拠写真を目にすると一変し、潜入取材を支援することとなった。国家地方警察岡山県本部（国警）の隊長・大石の全面否定を受け、川又検事正は大森らの潜入取材にゴーサインを出したのである。毎日新聞社の社内でも、この潜入取材は極秘扱いとされた。

### 潜入取材
1949年2月16日、大森と小西は倉敷署の吉井署長から協力を得て、岡田更生館に入所することとなる。吉井が朝に散歩していたところ、両名を倉敷駅付近で発見したことにして密かに留置場に拘束したのである。大森は北朝鮮、小西は満州からの引揚げ軍人という設定にし、担当した刑事によって岡田更生館に引き渡されることとなった。入所してからも、施設の事務所で取り調べを受けている。これは両名が共産党員の潜入ではないかと疑われたからである（赤狩りを参照）。食事は悪臭を放つ泥のような雑炊であり、飲むのをためらったという。疥癬に罹った同部屋の収容者たちが、就寝の消灯後に体を掻きむしる様子も大森によって目撃されている。
入所2日目、大森は脱走者がどのような目に遭うのか知るため、脱走を企てた。小西からは特ダネであることから、あと1週間程度潜入期間を延ばそうと反対されるも、実情に耐えかねてその日に決行した。すぐさま全館に脱走を報せる非常警鐘が鳴り、十数名の指導員によって大森と小西は捕らえられた。事務所に連行された大森は危険を察知し、自らが新聞記者であることを明かした。そして、目の前にあった電話で毎日新聞社の待機班に救出を要請した。
電話を受けるとすぐさま待機班が乗用車とオートバイで現場に駆け付け、大森の案内の元でカメラマンの向井が現場の証拠写真を次々と撮影していった。事務所では更生館の帳簿を押さえようとする小西らと、名木田安男館長以下が書類を奪い合ったという。

## メディア各社の報道と反論
救出された当日、大森は事の詳細を殴り書きし、それを連絡速記員が電話口で次々と読み上げた。こうして、翌朝2月18日付の毎日新聞朝刊社会面に「収容者に相次ぐ死」、「疑惑の岡田更生館にメス」の見出しで報じられたが、事前取材の内容が主体であり、潜入取材には一切触れられていなかった。これは毎日新聞社会部長・斎藤栄一が、他の新聞社の出方を見るためであった。
岡山県知事の西岡広吉は全面否定した。大森を含む約30名の報道関係者がその場にいたが、西岡は「新聞を売らんがための捏造」と糾弾している。これを受けて、新聞各社は当日の夕刊で知事の談話を大々的に報道し、翌日2月19日の朝日新聞は、警察の旧来の見解を引き合いに出して、毎日のスクープに反論する記事を載せた。また他紙も知事談話を肯定的に派手に扱い、「岡山県警、逃亡者の訴えで警部補派遣、不正事実発見されず」などの記事を掲載していた。
しかし、同2月19日の毎日新聞朝刊は現場の証拠写真を大きく掲載し、「本紙記者二名、館内に潜入」の見出しで反証した。また、入手した帳簿を基に「経営の実態を衝く」と見出しを打った記事を小西が執筆し、死亡した収容者の配給と交付金までも名木田安男館長が横領していた事実を数字と共に証明した。
これに対し岡田更生館当局は、「大森、小西両記者の悪意ある報道」と、ビラやチラシを撒いて宣伝し、このような対立は約1週間続いた。

## 公的捜査と裁判
最終的に川又検事正が記者団を招集し、自らの目撃体験に基づいて特別談話を発表したことから、大石国警隊長を先頭に国警が記者らも伴って捜査に入った。これに反発した岡田更生館側は正面玄関に「親が子を叱って何故悪い？」「愛情のムチを見誤るな！」「大森・小西記者の大誤報！」といった内容のプラカードや張り紙を貼り出した。
また、本館2階の大広間には独自の会見場を設け、反論した。その会見場には、身なりが整えられた収容者が200名余り集められ、正座していた。壇上に立った名木田安男館長が「もし、本当に、私が悪事を働いたと思う人があれば、いまここで、県や国のお役人の前で、手をあげて下さい。」と涙声で訴えたことから、収容者は全員うつむいたまま、手を挙げる者は誰一人いなかった。これに対して、大森が国警隊長に要請して館長を退場させたのち、入所者を説得する演説を行ったことから、最終的には全員が手を挙げた。こうして指導員たちは国警によって逮捕されることとなった。
事件発覚から1年後の1950年2月28日、岡山地裁で裁判が開かれ、名木田安男館長に業務上横領と私文書偽造で懲役1年（求刑懲役3年からの減軽）、岡山県会計課主事の男が私文書偽造で懲役1年（求刑懲役2年からの減軽）、岡田更生館指導員の男が業務上横領と私文書偽造で懲役8か月・執行猶予3年（求刑懲役1年からの減軽）、会計係が同罪で懲役6か月・執行猶予2年（求刑懲役1年からの減軽）の判決が下った。名木田安男館長と会計課主事の計2名は控訴した。

## 評価・分析
本件は国会でも問題視され、審議されることとなった。事件発覚から2か月後の4月6日には、衆議院の厚生委員会で厚生事務次官・木村忠二郎が日本社会党所属の堤ツルヨ議員からの質疑に対し、新聞紙面で騒がれているほどの実情はなかったと否定的な答弁を行っている。その上で、公的施設にも拘らず設備に大きな問題を抱えていた点を認めている。つまり、収容定員を超過していることが最大の問題だとの認識を示した。
翌週の4月14日、参議院議員の山下義信は厚生委員会の審議で、設備ではなく人の問題を指摘している。岡田更生館の職員の過半数が「巡査」の職責にあるにもかかわらず、「誠に低級な者」だと評価した上で、公益性の高い社会事業の運営者には相当にしっかりした人物を抜擢しなければならないと見解を示している。人選にあたっては資格なり適格審査基準のようなものを設けるべきではないかとも指摘している。このような観点は、4月9日の衆議院厚生委員会でも岡山県出身の日本共産党所属議員・苅田アサノからも言及されている。名木田安男館長が戦前に満州で長らく巡査を務めていた経歴に着目し、「こういう民主的な新しい社会施設を自分が主宰しでやるには不適当な人だと思う」（原文ママ）と発言している。
同年4月には参議院議員の姫井伊介が現地視察を行っており、その様子は1949年5月10日に開催された参議院厚生委員会の審議で詳細報告されている。姫井の報告によると、事件発覚によって岡田更生館からの逃亡者は幾分増加して1日平均1人、また死亡者は8日に1人の割合であった。これにより岡山駅には浮浪者が増加したとして、地元からは不満の声が上がっている。収容室の拡張や設備の改造修理も行われているが、辺鄙な立地であることから収容者の働き口も少なく、別の地に移転するのが賢明ではないか、との見解を述べている。
事件後、岡田更生館は改組名称変更し岡山県吉備寮となるも、1955年（昭和30年）に廃止。1956年（昭和31年）には更生施設から救護施設に改組されたが1957年（昭和32年）に廃止された。その後、跡地には民間の病院が一時期開設されたが閉鎖され、現在は戸建住宅が建っている。
岡山市内で浮浪者の収容に当たっていた県職員・荻野半麓は事件後、職を辞した。荻野は著書『浮浪児とともに』（1949年）の中で、収容者への暴力について「（統治手段として）この程度なら仕方がない」と考えていたと述懐、「良識の鈍っていた当時の自分をただ恥じる」と心情を吐露している。
地元の郷土史を記した書籍では、県が主管する社会福祉施設で、人権はもとより人命までもが全く軽んじられた運営が行われ、結果として非常に多数の死者が出た本件を、県の福祉行政の面でも前例のない汚点を残したと批判されている。

## 事件の記憶

千光寺東側の山林の中にひっそりと佇む慰霊碑と石版（2019年10月6日撮影）

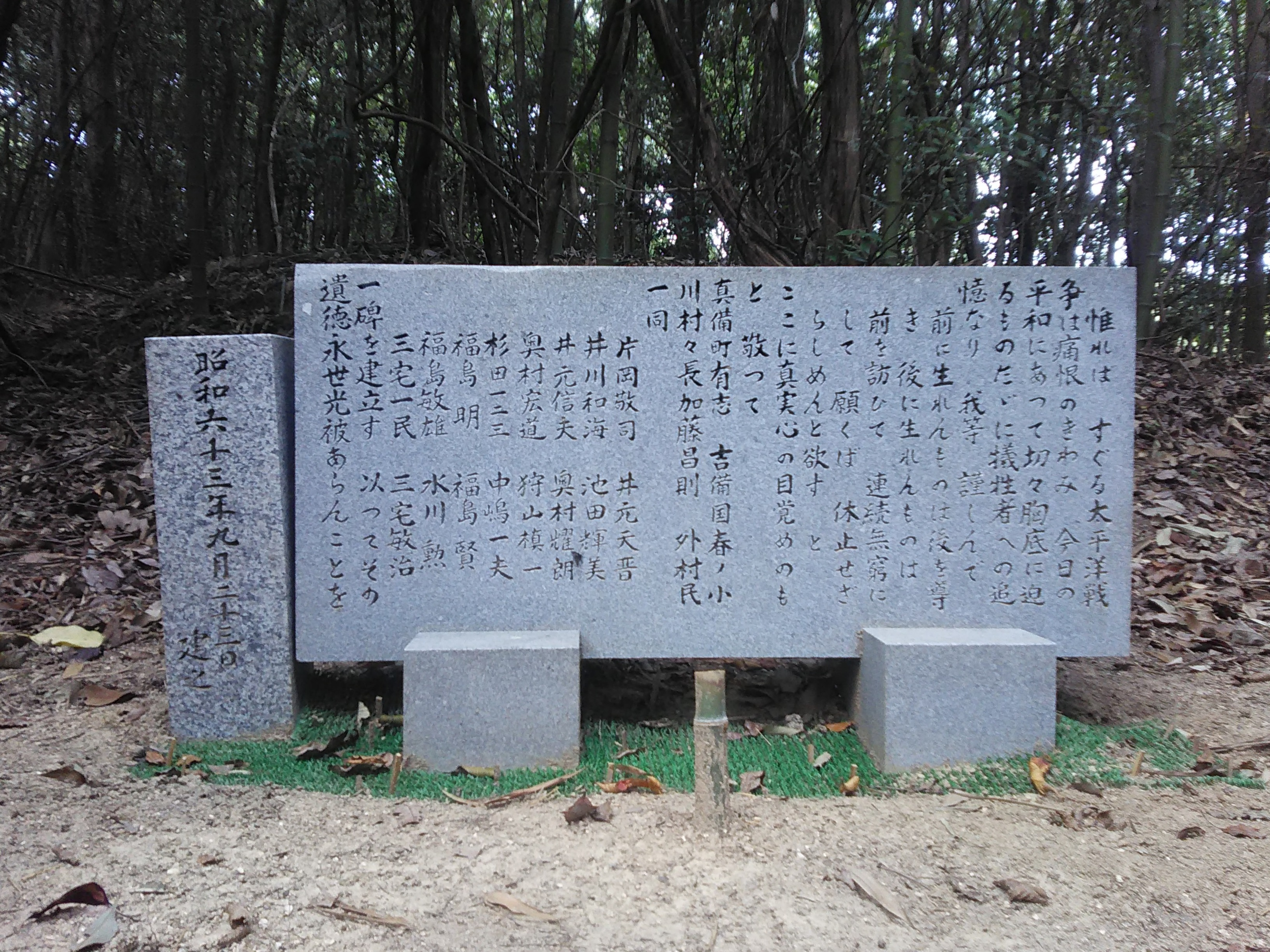
命尊碑の傍らに立つ石版。「すぐる太平洋戦争は痛恨のきわみ」と碑文が刻まれている（2019年10月6日撮影）。

1979年（昭和54年）に真備町が編纂した「真備町史」には、事件について一行も言及が無い。理由は不明である。
1988年（昭和63年）9月、亡くなった70人超の入所者を追悼しようと地元の元小学校教諭・加藤昌則が中心となり、有志16人で春の小川村というグループが結成された。犠牲者が焼かれ埋められた場所に命尊碑（いのちたっときひ）と刻まれた石碑を立て、彼岸と盆には慰霊の法要が行われて来た。しかし事件から70年の2019年、グループは大円寺（真備町辻田）の住職が1人で活動しているのみで、継承が望まれている。